# Globoko (gmina Brežice)
Globoko – wieś w Słowenii, w gminie Brežice. W 2018 roku liczyła 309 mieszkańców.